# Melchior Joncar Ferrer
Melchior Joncar Ferrer, también como Melchor, Juncá y Ferré o Farré, en catalán: Melcior Juncà i Ferré, (San Juan de las Abadesas, 5 de enero de 1757 - Tarragona, 28 de diciembre de 1824) fue un compositor y maestro de capilla español.

## Vida
Melchior Joncar Ferrer nació en San Juan de las Abadesas, provincia de Gerona, el 5 de enero de 1757, siendo bautizado un día más tarde. Se conserva su partida de bautismo, en la que aparece su apellido como Joncar. No parece estar emparentado con otros músicos contemporáneos de apellido «Juncá», como Franisco, Manuel o Benet.
Al parecer, se formó musicalmente en la Catedral de Vich, bajo el magisterio de Antonio Jordi. En la catedral se conservan composiciones de Joncar con correcciones de Jordi, fechados en 1778, en tres cuadernos de ejercicios y borradores de música litúrgica, «Reclas necesàrias per aprendrer de composició». En los cuadernos, Joncar aparece por primera vez como clérigo. Entre 1778 y 1789 parece que estuvo en Barcelona, quizás como maestro de capilla de alguna iglesia, ya que, por una parte, a partir de ese año ya no aparece en las actas de Vich y, por otra, desde Tarragona solicitaba permiso para ir a Barcelona a «terminar las cosas que dejó pendientes en aquella ciudad».
En 1789 ganó las oposiciones al magisterio de la Catedral de Tarragona, tomando posesión del cargo el 29 de mayo de 1789 en sucesión de Antonio Milá, que había fallecido el 23 de marzo anterior, dejando el cargo vacante. Los jueces de la oposición fueron Pedro Antonio Monlleó, maestro de Santa María del Mar de Barcelona; y Juan Prenafeta, maestro de la Catedral de Lérida.
En 1793 se presentó a las oposiciones para ocupar el magisterio de la Catedral de Valencia, que fueron muy reñidas. Rafael Anglés, el organista de la metropolitana de Valencia, fue quien se encargó de elegir los ejercicios que debían pasar los participantes. Consistió en la composición de un himno dedicado a Santo Tomás de Vilanova, en un plazo de veinte días. Joncar no tuvo éxito, ya que José Pons, el maestro de la Catedral de Gerona, ganó la plaza. Sin embargo, se conserva la composición que Joncar realizó para las oposiciones en la Biblioteca de Cataluña, el himno Pastorem canimus.
En 1796 participó en las oposiciones al magisterio de la Catedral de Granada, vacante tras el fallecimiento de Tomás de Peñalosa.

Illmo. Señor:

Don Melchor Juncá, presbítero, de edad de 34 años, racionero y maestro de capilla de la metropolitana de Tarragona, como parece de la certificación que acompaña, con el más atento respeto a V. S. I. expone:

Que habiendo llegado a su noticia la vacante del magisterio de esa santa iglesia catedral, como y también los edictos que por V. S. I. se expidieron convocando oposiciones para la provisión de aquella plaza y señalando las obras que deberían trabajar los que aspirasen a ella, resolvió el exponente concurrir a dicha oposición, y conformándose con lo prevenido por V. S. I. presenta para ella las adjuntas obras que ha compuesto por sí propio, sin intervención ni ayuda de alguna otra persona, ofreciéndose a justificar esta circunstancia, y todas las demás que se expresan en los edictos, siempre que V. S. I. lo estime conveniente; y a fin de que esta su oposición, en caso de merecer la aprobación de los censores, pueda producir a favor del exponente todos aquellos efectos que procedan según justicia.

A V. S. I. rendidamente suplica se sirva tenerlo por presentado y admitirlo a los sobredichos concursos, juntamente con las piezas que para el desempeño de los ejercicios prescritos se remiten.

Gracia y favor que de la muy admirada justificación de V. S. I. espera y se promete.

Tarragona, y febrero 10 de 1796.

El suplicante,

Melchor Juncá, presbítero y maestro de capilla

El cabildo granadino convocó las oposiciones a través de un sistema en el que los opositores enviasen, junto con su identidad, varias composiciones. La participación fue masiva, 19 candidatos se presentaron, y las obras fueron enviadas de manera anónimas para ser evaluadas, tan solo con números como método de identificación. Fueron recibidas por el Españoleto, maestro de capilla de la Catedral de Zaragoza, junto con el organista de la misma Catedral, Baltasar Juste. Ambos eligieron para el primer lugar al opositor número 18, que se correspondía con Vicente Palacios, ya que consideraban su música la más adecuada para el templo de Dios. Joncar quedaría en tercer lugar, junto con José Cortasa y Nicolás Zabala, aunque los jueces manifestaron «algún temor que el aria no es música suya, pues es de buen gusto y no corresponde a este gran gusto». Tras esta elección, las obras fueron enviadas a Pedro Aranaz, maestro de la Catedral de Cuenca, para que este también eligiera a su candidato favorito, que curiosamente también resultó ser Palacios. Aranaz no consideró a Joncar entre los cuatro mejores.
Renunció al magisterio de Tarragona en 1806 por razones desconocidas, pero permaneció en la catedral colaborando con la capilla de música. En consecuencia cambió su comensalía de San Bernardo y Santa Ana por la de San Agustín. Fallecería en Tarragona el 28 de diciembre de 1824.

## Obra

### Música
La mayor parte de su numerosa composición musical se conserva en la Catedral de Tarragona, consistente en su mayoría en música religiosa: misas, antífonas, cánticos, himnos, introitos, invitatorios, lamentos, motetes, responsorios, salmos, salves, arias, elogios, gozos, rondones, rosarios y villancicos. En el Catàlech de la Biblioteca musical de la Diputació de Barcelona [Catálogo de la Biblioteca musical de la Diputación de Barcelona] se menciona una Lamentación 2.ª de Joncar en su colección. Otras composiciones se pueden encontrar en Cervera, Manresa, Montblanch, Olot, San Juan de las Abadesas, Villafranca del Panadés y Villanueva y Geltrú.
Se le puede considerar un compositor clásico, aunque influenciado por el barroquismo y la tradición hispánica de la música religiosa. En sus obras más clásicas se manifiesta claramente una influencia mozartiana.

### La melopea desconocida
En la Bilioteca de Cataluña se conserva su La melopea desconocida, un tratado teórico metódico especulativo y práctico sobre el sistema enarmónico de los griegos adaptada al sistema de armonías occidental. Critica el Diapasón enarmónico de Francisco Valls, que padecería una «enorme equivocación», mientras recoge las teorías de Tomás de Iriarte y Atanasio Kircher, «por ser las que menos se apartan de la verdad». Para poner en práctica sus teorías, añadió un nuevo teclado a un clave regular, afirmando que «salían con mucha perfección los 24 cuartos de tonos divididos en el espacio de nuestra octava». La partitura que añadíó al final como demostración se ha perdido.